# Tales of Riverworld

Tales of Riverworld (Povești din Lumea Fluviului) este o colecție de povestiri care se desfășoară în universul Lumii Fluviului, univers creat de Philip Jose Farmer. Această antologie fost editată de Philip Jose Farmer și publicată pentru prima oară în 1992 de către Warner Books. 

## Conținut
- Prefață de Philip Jose Farmer

### Povestiri
- Crossing the Dark River" - de Philip Jose Farmer
- A Hole in Hell" - de Dane Helstrom (în realitate Philip Jose Farmer)
- "Graceland" - de Allen Steele
- "Every Man a God" - de Mike Resnick și Barry N. Malzberg
- "Blanderings on Riverworld" - de Philip C. Jennings
- "Two Thieves" - de Harry Turtledove
- "Fool's Paradise" - de Ed Gorman
- "The Merry Men of Riverworld" - de John Gregory Betancourt
- "Unfinished Business" - de Robert Weinberg